# 伊奇哈瓦尔
伊奇哈瓦尔（Ichhawar），是印度中央邦Sehore县的一个城镇。总人口12688（2001年）。

## 人口
该地2001年总人口12688人，其中男性6633人，女性6055人；0—6岁人口2079人，其中男1093人，女986人；识字率58.50%，其中男性为68.14%，女性为47.93%。